# Província de Liorna
La província de Liorna és una província que forma part de la regió de Toscana dins Itàlia. La seva capital és Liorna.
Banyada a l'oest, pel mar de Ligúria i el mar Tirrè (el promontori de Piombino és la frontera entre aquests dos mars), limita al nord i a l'est amb la província de Pisa, al sud amb la província de Grosseto.
Té una àrea de 1.213,71 km², i una població total de 337.445 hab. (2016). Hi ha 20 municipis a la província.